# Джеймс Ван Дер Бік
Джеймс Ван Дер Бік (англ. James Van Der Beek; нар. 8 березня 1977, Чешир, Коннектикут) — американський актор, найбільш відомий з ролі Доусона Лірі в серіалі «Затока Доусона».

## Ранні роки
Джеймс Ван Дер Бік народився в місті Чешир, Коннектикут в сім'ї колишньої танцівниці та менеджера в телефонній компанії. Коли йому виповнилось п'ятнадцять років, він попросив матір відвезти його до Нью-Йорка, щоби почати кар'єру актора. Невдовзі він дебютував на Бродвеї в п'єсі Едварда Олбі Finding the Sun, а в віці сімнадцяти років уже виконав головну роль у мюзиклі Шенандоа й дебютував на екрані в фільмі «Ангус».

## Кар'єра
На початку 1997 року Ван Дер Бік пройшов відбір одразу на три пілоти телесеріалів, з-поміж яких був і «Затока Доусона», де він дістав роль центрального персонажа — Доусона Лірі. Серіал був запущений 1998 року й тривав аж до 2003, протягом шести сезонів, збираючи стабільні рейтинги.
1999 року Ван Дер Бік зіграв головну роль у молодіжній драмі «Студентська команда», що мала успіх у прокаті, а Ван Дер Бік виграв MTV Movie Awards за найкращу чоловічу роль. В той же період він був включений до списку «П'ятдесяти найкрасивіших людей у світі» за версією журналу People й продовжував зніматися в кіно, в таких фільмах як провальний вестерн «Техаські рейнджери», а також камео поява в «Дуже страшному кіно» та «Джей і Мовчазний Боб завдають удару в відповідь».
2002 року Ван Дер Бік знявся в фільмі «Правила сексу», екранізації однойменної книги Брета Істона Елліса. Хоча фільм не мав успіху в прокаті, він згодом добре продавався на DVD. 2006 року він знявся в трилері «Чума», що не потрапив до прокату й був виданий одразу на відео.
Після завершення серіалу Ван Дер Бік вернувся на Бродвей у постановці Rain Dance. У дальші роки він кілька разів появився на телебаченні в серіалах «Погануля Бетсі», «Криміналісти: мислити як злочинець», «Як я познайомився з вашою мамою», «Школа виживання» і «Медіум». 2009 року він знявся в знятому навмисно для жіночого кабельного каналу Lifetime «Викрадена серед білого дня». 2010 року він з'явився в кількох епізодах нетривалої медичної драми «Милосердя».
2012 року Джеймс Ван Дер Бік зіграв роль Джеймса Ван Дер Біка, гіпертрофованої версії самого себе в сіткомі «Не довіряйте с--- з квартири 23» з Крістен Ріттер.

## Особисте життя
У липні 2003 року Ван Дер Бік одружився з актрисою Хізер Маккомб. У червні 2009 року актор зізнався, що вони розлучилися, проживши разом майже 6 років, 20 листопада 2009 актор подав на розлучення, яке відбулося 31 березня 2010 року.
9 квітня 2010 року в своєму Twitter'і актор повідомив, що його кохана, бізнес-консультант Кімберлі Брук, чекає на їхнього первістка. 1 серпня 2010 року відбулося невелике весілля в храмі кабали поряд із готелем «Dizengoff Plaza» в Тель-Авіві в Ізраїлі, через те, що Кімберлі — юдейка. Дочка, яку назвали Олівією Ван Дер Бік (англ. Olivia Van Der Beek), народилася 25 вересня 2010 року.
У листопаді 2024 року Ван Дер Бік повідомив, що йому поставили діагноз колоректальний рак, заявивши що він «приватно мав справу з цим діагнозом і вживав заходів для його вирішення» за підтримки своєї родини.

## Фільмографія
| Рік  | Назва                                           | Оригінальна назва              | Роль                      | Примітки              |  |
| ---- | ----------------------------------------------- | ------------------------------ | ------------------------- | --------------------- |  |
| 1995 | Ангус                                           | Angus                          | Рік Сенфорд               |                       |  |
| 1996 | Кохаю тебе, не кохаю тебе                       | I Love You, I Love You Not     | Тоні                      |                       |  |
| 1998 | Відчайдушний сезон                              | Harvest                        | Джеймс Питерсон           |                       |  |
| 1999 | Студентська команда                             | Varsity Blues                  | Джонатан «Мокс» Моксон    |                       |  |
| 2000 | Дуже страшне кіно                               | Scary Movie                    | Доусон Лірі, роль-камео   |                       |  |
| 2001 | Техаські рейнджери                              | Texas Rangers                  | Лінкольн Роджерс Даннісон |                       |  |
| 2001 | Джей і Мовчазний Боб завдають удару в відповідь | Jay and Silent Bob Strike Back | Себе                      |                       |  |
| 2002 | Правила розваг                                  | The Rules of Attraction        | Шон Бейтман               |                       |  |
| 2003 | Небесний замок Лапута                           | Castle in the Sky              | Пезу                      | Голос                 |  |
| 2005 | Без оглядки                                     | Standing Still                 | Саймон                    |                       |  |
| 2006 | Кома                                            | The Plague                     | Том Рассел                |                       |  |
| 2007 | Остання чернетка                                | Final Draft                    | Пол Твіст                 |                       |  |
| 2009 | Зрада Формози                                   | Formosa Betrayed               | Джейк Келлі               |                       |  |
| 2009 | Викрадений                                      | Stolen                         |                           |                       |  |
| 2010 | Великий вибух                                   | The Big Bang                   | Адам Нова                 |                       |  |
| 2012 | Backwards                                       | Backwards                      | Geoff                     |                       |  |
| 2013 | Магічний браслет                                | The Magic Bracelet             | Джо                       | Корткометражний фільм |  |
| 2013 | День праці                                      | Labor Day                      | Офіцер Тредвелл           |                       |  |
| 2017 | Зменшення                                       | Downsizing                     | анестезіолог              |                       |  |
| 2019 | Джей та Мовчазний Боб: Перезавантаження         | Jay and Silent Bob Reboot      | у ролі себе               |                       |  |

| Рік        | Назва                               | Оригінальна назва                     | Роль                            | Примітки                                     |
| ---------- | ----------------------------------- | ------------------------------------- | ------------------------------- | -------------------------------------------- |
| 1993       | Кларисса все пояснить               | Clarissa Explains It All              | Полі                            | Епізод: «Альтер его»                         |
| 1995       | Як обертається світ                 | As the World Turns                    | Стівен Андерсон                 | 3 епізодів                                   |
| 1996       | Іноземці в сім'ї                    | Aliens in the Family                  | Ітан                            | Епізод: «You Don't Have a Pet to Be Popular» |
| 1998–2003  | Затока Доусона                      | Dawson's Creek                        | Доусон Лірі                     | Основна роль; 122 епізодів                   |
| 2005       | Троє                                | Three                                 | Джон 0                          | Пілотний епізод                              |
| 2006       | Секс, влада, любов та політика      | Sex, Power, Love & Politics           | Оззі                            | Пілотний епізод                              |
| 2006       | Robot Chicken                       | Robot Chicken                         | Рызны голоси                    | 2 епізодів                                   |
| 2007       | Око звіра                           | Eye of the Beast                      | Ден Ліланд                      | Телевізйний фільм                            |
| 2007       | Футбольні дружини                   | Football Wives                        | Браян Рейнольдс                 | Телефільм                                    |
| 2007       | Криміналісти: мислити як злочинець  | Criminal Minds                        | Тобіас Хенкель/Рафаель          | 2 епізоди                                    |
| 2007       | Погануля Бетті                      | Ugly Betty                            | Люк Карнс                       | Епізод: «Grin and Bear It»                   |
| 2008, 2013 | Як я познайомився з вашою мамою     | Саймон                                | 3 епізоди                       |                                              |
| 2008–2009  | Школа виживання                     | One Tree Hill                         | Різ Діксон                      | 4 епізоди                                    |
| 2009       | Єва Адамс                           | Eva Adams                             | Коннор Страйкс                  | Телефільм                                    |
| 2009       | Медіум                              | Medium                                | Ділан Хойт                      | Епізод: «All in the Family»                  |
| 2009       | Шторм                               | The Storm                             | Доктор Джонатан Кірк            | Мінісеріал; 2 епізоди                        |
| 2009       | Забуте                              | The Forgotten                         | Джуд Шоу                        | Епізод: «Lucky John»                         |
| 2009       | Викрадена серед білого дня          | Taken in Broad Daylight               | Ентоні Стівен «Тоні Заппа» Райт | Телефільм                                    |
| 2009       | Місіс Диво                          | Mrs. Miracle                          | Сет Вебстер                     | Телефільм                                    |
| 2010       | Милосердя                           | Mercy                                 | Доктор Джо Бріґґс               | 10 епізодів                                  |
| 2011       | Закон і порядок: Злочинний намір    | Law & Order: Criminal Intent          | Рекс Тамлін                     | Епізод: «To the Boy in the Blue Knit Cap»    |
| 2011       | Франклін і Баш                      | Franklin & Bash                       | Натан                           | Епізод: «Bachelor Party»                     |
| 2011       | Salem Falls                         | Salem Falls                           | Jack St. Bride                  | Телефільм                                    |
| 2012–2013  | Не вір с*** з помешкання 23         | Don't Trust the B---- in Apartment 23 | Джеймс Ван Дер Бік              | Основна роль; 26 епізодів                    |
| 2012       | Закон і порядок: Спеціальний корпус | Law & Order: Special Victims Unit     | Шон Алберт                      | Епізод: «Father Dearest»                     |
| 2014       | Друзі з кращого життя               | Friends with Better Lives             | Вілл Стоукс                     | Основна роль                                 |
| 2015       | C.S.I.: Кіберпростір                | C.S.I.:Cyber                          | Еллія Мундо                     | Основна роль                                 |

### Музичні кліпи
- 2011: «Blow» на пісню Ke$ha (Грає самого себе)

## Нагороди
| Рік  | Премія                           | Результат | Номінація                              | Фільм/серіал         |
| ---- | -------------------------------- | --------- | -------------------------------------- | -------------------- |
| 2011 | NewNowNext Awards                | Переміг   | #zOMG Internet Award                   | JamesVanDerMemes.com |
| 2009 | San Diego Film Festival          | Переміг   | Найкращий актор                        | Зрада Формози        |
| 2000 | Blockbuster Entertainment Awards | Номінація | Улюблений актор-новачок (по Інтернету) | Студентська команда  |
| 1999 | MTV Movie Awards                 | Переміг   | Найкращий прорив року                  | Студентська команда  |
| 2001 | MTV Movie Awards                 | Переміг   | Найкраще камео                         | Дуже страшне кіно    |
| 1999 | Teen Choice Awards               | Номінація | Вибір — актор                          | Затока Доусона       |
| 1999 | Teen Choice Awards               | Переміг   | Роль-прорив                            | Студентська команда  |

## Виноски
1. ↑  (unspecified title) — Rivista del Cinematografo.
2. ↑  James Van Der Beek profile. Filmreference.com. Архів оригіналу за 7 квітня 2016. Процитовано 15 березня 2011.
3. ↑  They Have Followed A Star At Christmas. Pqasb.pqarchiver.com. 23 грудня 1999. Процитовано 15 березня 2011.{{cite web}}:  Обслуговування CS1: Сторінки з параметром url-status, але без параметра archive-url (посилання)
4. ↑  Varsity Blues (1999). Box Office Mojo. 23 квітня 1999. Архів оригіналу за 20 серпня 2011. Процитовано 15 березня 2011.
5. ↑  RULES OF ATTRACTION Review [Ain't It Cool News]. Aintitcool.com. Архів оригіналу за 10 жовтня 2012. Процитовано 15 березня 2011.
6. ↑  James Van Der Beek, Wife Split – Celebrity News. UsMagazine.com. 9 червня 2009. Архів оригіналу за 29 липня 2012. Процитовано 15 березня 2011.
7. ↑  Adam Bryant. James Van Der Beek Files for Divorce. TVGuide.com. Архів оригіналу за 20 лютого 2014. Процитовано 14 березня 2014.
8. ↑  12:46 PM ET (31 березня 2010). Van Der Beek Divorce Settlement. News-briefs.ew.com. Архів оригіналу за 29 липня 2012. Процитовано 15 березня 2011.
9. ↑  James Van Der Beek, Girlfriend Expecting a Baby. 9 квітня 2010. Архів оригіналу за 19 лютого 2014. Процитовано 14 березня 2014.
10. ↑  Mazal Tov: Dawson Marries. 1 серпня 2010. Архів оригіналу за 10 березня 2014. Процитовано 14 березня 2014.
11. ↑  Tweet. 27 вересня 2010. Архів оригіналу за 8 березня 2014. Процитовано 14 березня 2014. {{cite web}}: Проігноровано невідомий параметр |source= (довідка)
12. ↑  Dawson’s Creek star James Van Der Beek reveals cancer diagnosis. News.com.au (англ.). Процитовано 4 листопада 2024.